# کوه بندسر (روستای سوهان)
 کوه بند سر  یک کوه در البرز مرکزی رشته کوه البرز در استان البرز ایران است. این کوه ۳۰۴۰ متر ارتفاع دارد که در روستای سوهان طالقان واقع شده است. 